# Teretrurus sanguineus
Teretrurus sanguineus – gatunek węża z rodziny tarczogonowatych (Uropeltidae). Występuje w południowych Indiach.